# Simon Adingra
Simon Kofi Adingra (Yamoussoukro, 1 de janeiro de 2002) é um futebolista marfinense que atua como ponta. Atualmente joga pelo Brighton & Hove Albion.

## Carreira

### Início
Nascido em Yamoussoukro, capital da Costa do Marfim, e de origem humilde, Adingra foi ao Benim aos 12 juntos com outros compatriotas convencidos por um homem que dizia-se treinador e que levaria-os para uma academia de futebol no país, custando 300 euros. Porém ao chegar lá, não havia nada do que se foi prometido e Adingra juntamente com os meninos foram largados e enganados pela falsa promoção, tendo que trabalhar para sobreviver no país. Um tempo depois, um próprio compatriota acabou criando uma academia de futebol no país, ABIS academy, onde acolheu vários meninos que tinham o sonho e estavam na rua, incluindo Simon.

### Nordsjælland
Da academia beniana passou a atuar em outra academia chamada Right to Dream, em Gana, em 2020. Lá era um dos principais destaques e foi captado pelo clube dinamarquês Nordsjælland, que levou-o para a base em janeiro de 2020. Destacou-se na temporada 2021–22 ao marcar dez gols em 33 partidas e em 24 de junho de 2022, foi anunciada sua venda ao Brighton. Ao todo, foram 40 partidas e 12 gols.

### Brighton
Assinou contrato por quatro anos com os Seagulls e foi apresentado no mesmo dia que o Nordsjælland confirmou sua transferência.

### Union Saint-Gilloise
Em 4 de julho de 2022, Adingra foi anunciado como quinto reforço do Union Saint-Gilloise por empréstimo de uma temporada.
Fez seu primeiro gol pelo Union Saint-Gilloise em 25 de julho de 2022, no empate de um com Sint-Truiden na primeira rodada do Campeonato Belga. Sua temporada pelo clube belga foi excelente com 51 partidas, 15 gols e 15 assistências.

### Retorno ao Brighton
Fez sua estreia e seu primeiros gol pelo Brighton logo no seu retorno, em 12 de agosto, na vitória por 4–1 sobre o Luton Town na primeira rodada da Premier League.

## Seleção Marfinense
Em março de 2023, obteve sua primeira convocação à Seleção Marfinense para dois jogos válidos pela Qualificação à Campeonato Africano das Nações contra Comores. Marcou seu primeiro gol pelo Seleção em 17 de novembro, na goleada recorde de 9–0 sobre Seychelles válido pelas Eliminatórias para a Copa do Mundo.
Em 27 dezembro de 2023, foi um dos 27 convocados pelo técnico Jean-Louis Gasset para representar os Elefantes no Campeonato Africano das Nações. Simon Adingra foi um dos destaques da competição onde atuou em cinco jogos e fez um gol, na vitória por 2–1 nas quartas ante Mali em 3 de fevereiro de 2024, fazendo gol nos acréscimos da partida. Também contribuiu com duas assistências, sendo ambas na vitória por 2–1 na grande final contra a Nigéria, para os gols de Kessié e Haller, respectivamente. Ao fim da competição, foi eleito o melhor jogador da final e o melhor jogador jovem da competição.

## Estatísticas

### Seleção Marfinense
Atualizadas até dia 13 de fevereiro de 2024.
| Seleção         | Ano   | Jogos | Gols |
| --------------- | ----- | ----- | ---- |
| Costa do Marfim | 2023  | 5     | 1    |
| Costa do Marfim | 2024  | 5     | 1    |
| Total           | Total | 10    | 2    |

| No. | Data                   | Estádio                                             | Adversário | Gol | Resultado | Competição                                 |
| --- | ---------------------- | --------------------------------------------------- | ---------- | --- | --------- | ------------------------------------------ |
| 1   | 17 de novembro de 2023 | Estádio Alassane Ouattara , Abidjã, Costa do Marfim | Seicheles  | 3–0 | 9–0       | Eliminatórias para a Copa do Mundo de 2026 |
| 2   | 3 de fevereiro de 2024 | Estádio de la Paix, Bouaké, Costa do Marfim         | Mali       | 1–1 | 2–1       | Campeonato Africano das Nações de 2023     |

## Títulos

### Costa do Marfim
- Campeonato Africano das Nações: 2023

### Prêmios individuais
- Melhor jogador jovem do Campeonato Africano das Nações de 2023